# Полуночное
Полуночное — посёлок в Свердловской области России, административно подчинённый городу Ивделю. Входит в Ивдельский муниципальный округ. С 1943 по 2004 год имел статус рабочего посёлка (посёлка городского типа).
Расположен на железнодорожной линии Полуночное — Серов — Екатеринбург. В соответствии со «Стратегией развития железнодорожного транспорта в РФ до 2030 года» и комплексным проектом АО Корпорация Развития «Урал Промышленный — Урал Полярный» предусматривалось строительство новой железнодорожной линии, период до 2015 года — 1593 км (Полуночное — Обская — Салехард). Это делает посёлок точкой стыковки Баренцкомура и Северо-Сибирской железнодорожной магистрали.

## Население
| 1959 | 1970  | 1979  | 1989  | 2002  | 2010  |
| ---- | ----- | ----- | ----- | ----- | ----- |
| 7640 | ↘6279 | ↘4722 | ↘4110 | ↘2895 | ↘2473 |

## История
Посёлок Полуночное был основан в 1942 году при строительстве рудников, когда в результате летнего наступления немецких войск уральская металлургия оказалась отрезанной от марганцевых месторождений Украины и Кавказа. В окрестностях посёлка была начата разработка месторождений марганца (карбонатные марганцевые руды). Строительством посёлка с 1942 по 1949 год занимался московский архитектор Н. А. Всеволожский.
После победы в Великой Отечественной войне потребность в марганце сократилась, и начиная с 1955 года добыча руды в окрестностях посёлка постепенно сокращалась. Окончательно добыча марганца была свёрнута в 1962 году, а летом 1964 года были затоплены недостроенные шахты № 7 и № 8.
После распада СССР периодически высказываются идеи о возобновлении добычи, но до реального осуществления они пока не дошли.
31 декабря 2004 года рабочий посёлок Полуночное был отнесён к категории сельских населённых пунктов к виду посёлок.